# Шихметов, Шухрат Гульметович
Шухрат (Шохрат) Гульметович Шихметов (31 июля 1978, с. Куг, Хивский район, Дагестанская АССР, РСФСР, СССР) — российский армрестлер, чемпион России и Европы.

## Спортивная карьера
Первым видом спорта которым занимался было дзюдо, которым серьезно стал заниматься с 1991 года под руководством своего отца Гульмета Шихметова. Первым его успехом стал международный турнир в Гори (Грузия), где он стал бронзовым призёром, тем самым выполнив норматив мастера спорта России. Одновременно тренировался и по армрестлингу. В 1999, 2001, 2003 году становился чемпионом Дагестана по армрестлингу. Чемпионом России впервые стал в 2000 году в Челябинске, второй раз завоевал титул в 2002 году в подмосковной Шатуре. В середине марта 2001 года в Махачкале стал чемпионом России. В 2003 году на чемпионате России в Махачкале, стал трёхкратным чемпионом России в весовой категории до 100 кг. Шохрат — двукратный победитель международных турниров (1998-1999) «Золотой медведь», которые проводились в Москве. Чемпион Европы 2001 года в Швеции.

## Личная жизнь
В 1996 году окончил среднюю школу в селе Ялама Азербайджана. В 2004 году окончил физкультурный факультет института «Юждаг» в Дербенте. Сестра Зульфия также армрестлер.